# Dactylolabis gracilistylus
Dactylolabis gracilistylus là một loài ruồi trong họ Limoniidae. Chúng phân bố ở miền Cổ bắc.